# النير (الدوادمي)
النير، هي قرية من فئة (ب) تقع في محافظة الدوادمي، والتابعة لمنطقة الرياض في السعودية. وتبعد النير عن محافظة الدوادمي بمسافة تقارب () كم.